# Landrins bil
Landrins bil är ett svenskt bilhandelsföretag, grundat 1968 av Curt Landrin i Avesta. Företaget har från den 1 september 2020 tio bilfirmor fördelade på 7 städer och har omkring 300 anställda. Största märket är Mercedes-Benz men representerar också Kia, Nissan, Subaru samt fritidsbilar från Kabe, Adria och Sun Living. Från 1 september 2020 även Citroen och Pegeout i Vimmerby. 
Företaget öppnade sin andra bilhall 1997 i Västerås. År 2008 köptes SO Petterson bil AB vid Hälla upp. År 2010 genomfördes uppköp av Bilcenter och Bilgård i Eskilstuna. År 2015 köps Bilgruppen i Lund AB upp och 2018 Rylander bil. I juli år 2020 köps Holmström Bil AB i Västervik och Vimmerby upp. Den 1 september tar Landrins över driften och namnbytet sker. 